# Rehainviller
Rehainviller – miejscowość i gmina we Francji, w regionie Grand Est, w departamencie Meurthe i Mozela.
Według danych na rok 1990 gminę zamieszkiwało 891 osób, a gęstość zaludnienia wynosiła 158 osób/km² (wśród 2335 gmin Lotaryngii Rehainviller plasuje się na 401. miejscu pod względem liczby ludności, natomiast pod względem powierzchni na miejscu 953.).